# Proporciones sexuales

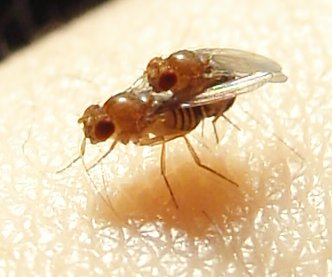
Apareamiento de Drosophila melanogaster.

Proporciones sexuales (sex-ratio en inglés) se refieren a la proporción de machos a hembras en las poblaciones naturales. En la mayoría de las especies con reproducción sexual la proporción de machos a hembras suele ser cercana a 1:1 con igual número de descendientes de uno y otro sexo, y resumido en el Principio de Fisher (aunque las diferencias en la mortalidad entre machos y hembras modifica esta proporción con el paso del tiempo).
Las proporciones sexuales influyen decisivamente en la presión de la selección sexual en el sentido de que establecen la intensidad de la competencia por la cópula dependiendo de la cantidad de parejas sexuales disponibles.
Resulta complicado comprender cómo la evolución no ha favorecido proporciones diferentes considerando que la capacidad reproductiva de los machos es superior a la de las hembras. Una cantidad mayor de hembras supondría mayor número de individuos en la siguiente generación dado que cada macho podría fecundar a varias de ellas. Diversos estudios han demostrado que un cambio en estas proporciones es, al contrario de lo que podría pensarse, desfavorable para las poblaciones debido a su inestabilidad a las mutaciones. Supongamos una especie en la que los machos y las hembras estuvieran en proporción 1:3, el triple de hembras que de machos, y cada apareamiento diera lugar a un único descendiente. En ella cada macho podría tener al menos tres descendientes en la primera generación y cada hembra uno. En esta situación una mutación cualquiera transmitida por un macho pasaría rápidamente a la población reduciendo gradualmente su variabilidad genética.
Ronald Fisher propuso en 1930 que debían existir mecanismos que permitieran a una población con las proporciones sexuales desplazadas respecto a su óptimo evolucionar a través del tiempo hasta recuperarlas independientemente del sistema de herencia del sexo que poseyera la especie, incluida la determinación del sexo ligado a las condiciones físicas durante el desarrollo del embrión. Experimentos desarrollados con Drosophila melanogaster han demostrado que efectivamente existen tales mecanismos, aunque se desconoce su funcionamiento, mediante el estudio de la evolución del sex-ratio en diferentes poblaciones. Igualmente debían existir mecanismos mediante los cuales las especies en las que su sex ratio óptimo fuese diferente a 1:1 lo mantuvieran a lo largo del tiempo.

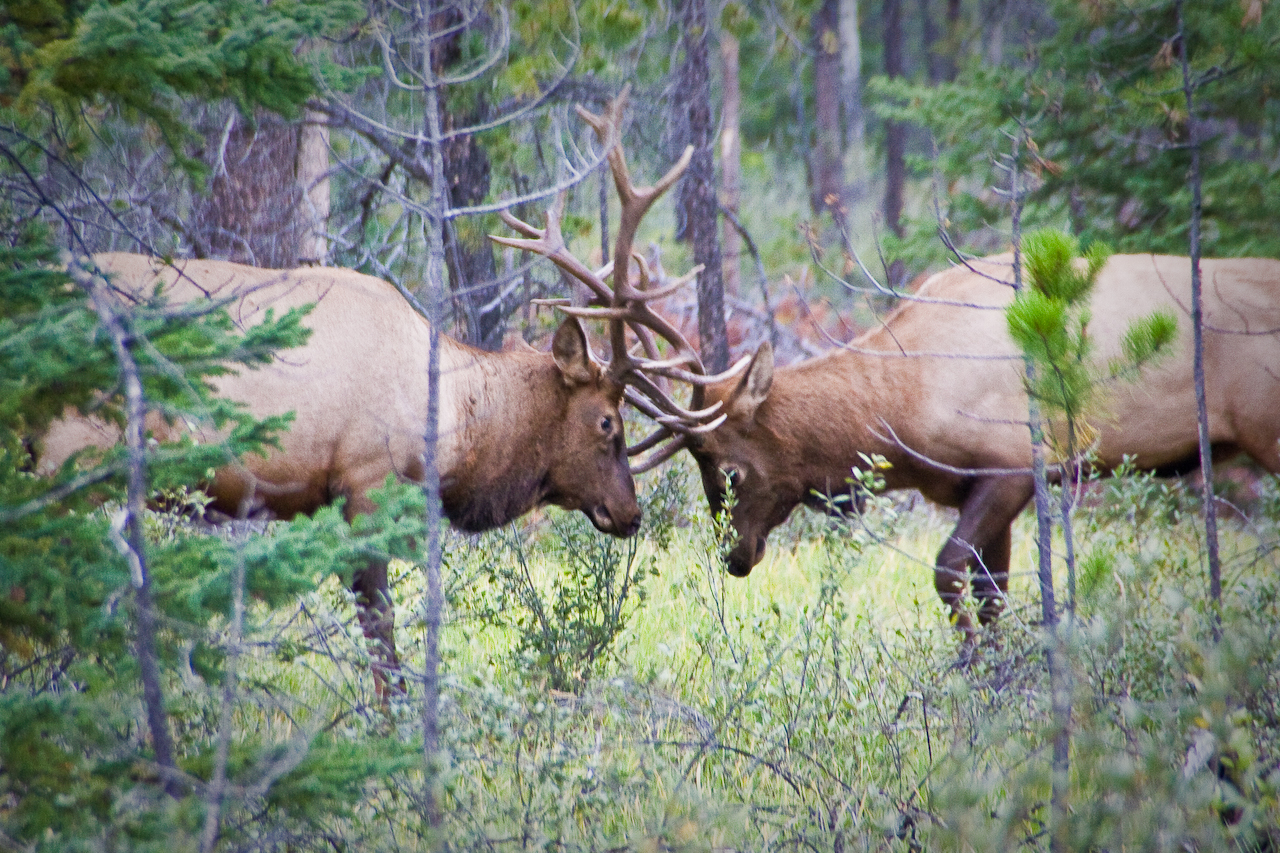
Combate entre machos de Cervus elaphus por el acceso a las hembras.

Muchas especies se desvían de la proporción 1:1, temproraria o permanentemente. Por ejemplo especies partenogenéticas, que se aparean periódicamente como los pulgones, insectos sociales como las avispas del género Polistes, abejas, hormigas y termitas.
o androgenéticas como las almejas del género Corbicula, Pelophylax esculentus o carpas del género Hypseleotris.
Otro ejemplo puede ser el de aquellas especies afectadas por la competencia local por el apareamiento, mecanismo que tiene lugar entre hermanos por las hembras. Desde el punto de vista de los progenitores dado que sus descendientes varones van a competir entre ellos mismos por las hembras y sólo algunos de ellos podrán reproducirse resultará tanto más favorable concentrar los esfuerzos en producir hembras, todas las cuales se reproducirán.
Otro ejemplo podría ser el de la competencia local por los recursos. Ocurre con el primate Otolemur crassicaudatus, donde son los machos los que abandonan a sus padres mientras que las hembras permanecen en el pequeño grupo familiar. En este caso los descendientes hembra compiten con sus parentales en la consecución de alimentos, el macho por tanto es más rentable.
Los sesgos en las proporciones entre machos y hembras no solo tienen lugar por la capacidad futura de los descendientes para aparearse sino también por la capacidad de los mismos padres en generar hijos más competitivos. En el caso del ciervo europeo, Cervus elaphus, la capacidad para copular con las hembras está relacionada con la fuerza y salud física de los machos. Estos ciervos compiten entre ellos mediante luchas y demostraciones físicas. La fuerza de estos machos dependerá de la alimentación y cuidados que sus padres hayan podido darles. Se sabe que en esta especie existe un sesgo hacia la producción de machos cuando la hembra que los produce es la hembra dominante del grupo. En este caso la hembra dominante producirá machos mejor desarrollados y el balance de esfuerzo en su cría será positivo al reproducirse estos con mayor probabilidad. Al mismo tiempo existe un sesgo hacia la producción de hembras en los casos en que sus madres no sean las dominantes, de este modo se aseguran la reproducción de sus descendientes.